# مقاطعة فنوج
مقاطعة فنوج (بالفارسية: شهرستان فنوج) هي إحدى مقاطعات محافظة سيستان وبلوشستان في إيران. كان عدد سكان المقاطعة سنة 2006 حوالي 38,459 نسمة.